# 1992 WS3
1992 WS3 är en asteroid i huvudbältet som upptäcktes den 17 november 1992 av de båda japanska astronomerna Toshimasa Furuta och Yoshikane Mizuno vid Kani-observatoriet.
Asteroiden har en diameter på ungefär 4 kilometer.